# (17897) Gallardo
(17897) Gallardo (1999 FV8) – planetoida z pasa głównego asteroid okrążająca Słońce w ciągu 3,71 lat w średniej odległości 2,39 j.a. Odkryta 19 marca 1999 roku.